# Kirowskij
Kirowskij – osiedle typu miejskiego w Rosji, w Kraju Nadmorskim. W 2010 roku liczyło 9057 mieszkańców.